# Лютинка (Стрийський район)
Лю́тинка — село в Україні, у Стрийському районі Львівської області. Населення становить 250 осіб. Орган місцевого самоврядування — Журавненська селищна рада. Один з важливих історичних центрів Галичини.

## Історія
Село Лютинка було засноване в 15 ст. Назва села походить від слова «лютно». В 15 столітті село було густо заселене людьми, які працювали в єдиному в окраїні млину. Село було засноване русько-українськими переселенцями з руського міста Судич (Жидачів) та Журавно. Після польської окупації на поч. 15 століття багаті руські купці заснували великий млин в селі Мельнич. Борошно експортувалося в Річ Посполиту (Польща) та на всю територію Галичини.

## Населення

### Мова
Розподіл населення за рідною мовою за даними перепису 2001 року:
| Мова       | Кількість | Відсоток |
| ---------- | --------- | -------- |
| українська | 250       | 100%     |

## Релігія
В селі 1896 року збудували дерев'яну церкву Покрова Пр. Богородиці.

## Політика

### Парламентські вибори, 2019
На позачергових парламентських виборах 2019 року у селі функціонувала окрема виборча дільниця № 460404, розташована у приміщенні магазину.
Результати
- зареєстровано 144 виборці, явка 66,67%, найбільше голосів віддано за «Слугу народу» — 32,29%, за «Європейську Солідарність» — 16,67%, за «Голос» — 12,50%.[3] В одномандатному окрузі найбільше голосів отримав Андрій Кіт (самовисування) — 35,42%, за Володимира Наконечного (Слуга народу) — 16,67%, за Андрія Гергерта (Всеукраїнське об'єднання «Свобода») і Мар'яна Калина (Народний рух України) — по 11,46%[4].